# Eerste en enige instantie
Eerste en enige instantie of in eerste en laatste aanleg betekent dat een rechter zich voor de eerste keer buigt over een zaak zonder de mogelijkheid om een beroep in te stellen tegen deze beslissing.
De wet bepaalt telkens wanneer er in eerste en laatste aanleg een beslissing worden genomen.
Bijvoorbeeld zaken die in eerste instantie voor de hoogste rechterlijke instantie worden gevoerd, zoals in Nederland de strafzaak tegen een minister wegens een ambtsmisdrijf. Het equivalent hiervan in België de voorrecht van rechtsmacht, waarbij magistraten die een wanbedrijf of misdaad hebben begaan, in eerste en laatste aanleg worden berecht door een Hof van Beroep.